# Elezioni parlamentari in Groenlandia del 2014
Le elezioni parlamentari in Groenlandia del 2014 furono elezioni anticipate e si sono svolte in Groenlandia il 28 novembre 2014. Sono state indette dopo che il primo ministro Aleqa Hammond si è dimessa a seguito di uno scandalo.
Siumut e Inuit Ataqatigiit sono emersi come i principali partiti vincitori, conquistando entrambi 11 dei 31 seggi totali. Come risultato delle elezioni è stato formato un governo di coalizione composto dai partiti Siumut e Atassut insieme ai Democratici.

## Risultati

| Liste             | Voti   | %     | Seggi |
| ----------------- | ------ | ----- | ----- |
| Siumut            | 10.102 | 34,61 | 11    |
| Inuit Ataqatigiit | 9.776  | 33,49 | 11    |
| Democratici       | 3.468  | 11,88 | 4     |
| Partii Naleraq    | 3.423  | 11,73 | 3     |
| Atassut           | 1.919  | 6,57  | 2     |
| Partito Inuit     | 477    | 1,63  | 0     |
| Indipendenti      | 22     | 0,08  | 0     |
| Totale            | 29.187 | 100   | 31    |